# Labeyrie
Labeyrie é uma comuna francesa na região administrativa da Nova Aquitânia, no departamento dos Pirenéus Atlânticos. Estende-se por uma área de 3,73 km². Em 2010 a comuna tinha 122 habitantes (densidade: 32,7 hab./km²).